# Bodzęta (arcybiskup gnieźnieński)
Bodzęta (Bodzanta) herbu Szeliga (ur. w 1320, zm. 1388) – arcybiskup gnieźnieński. Pochodził z miejscowości Szeligi.

## Życiorys

### Kariera kościelna
Bodzęta urodził się we wsi Szeligi jako syn rycerza Wisława z Kosowic. Osiągnął w karierze duchowej godności: kantora (1358) i scholastyka wiśnickiego (1359), kanonika krakowskiego (1359), prepozyta Św. Floriana na Kleparzu k. Krakowa (1372) i abpa gnieźnieńskiego (9 czerwca 1382). Jeszcze przed wyborem na abpa pełnił w latach 1357–1382 funkcję wielkorządcy dóbr królewskich w Małopolsce. Na tym stanowisku dał się poznać jako zdolny administrator, dość wspomnieć, że niepomiernie rozszerzył kompetencje tego urzędu, wielokrotnie interweniując w wewnętrzne sprawy Krakowa. W 1368 brał udział w redakcji statutu dla żup solnych w Wieliczce i Bochni. W 1372 był przez krótki czas żupnikiem bocheńskim i wielickim.

### Arcybiskup gnieźnieński
9 czerwca 1382 został na żądanie króla Ludwika Węgierskiego mianowany przez papieża arcybiskupem gnieźnieńskim. Był głową stronnictwa andegaweńskiego w Polsce i po śmierci Ludwika rozpoczął wprowadzanie  na tron polski jego córki Marii oraz jej męża margrabiego brandenburskiego Zygmunta Luksemburskiego. Idąc za ogółem rycerstwa wkrótce porzucił jednak tę kandydaturę. Proponował osadzenie na tronie królewny Jadwigi i Ziemowita IV Mazowieckiego. 7 maja 1383 próbował podstępem wkroczyć na Wawel, przemycając w swoim orszaku ukrytego Ziemowita. Próba ta się nie powiodła. Na zjeździe w Sieradzu 16 czerwca 1383 ogłosił Ziemowita królem Polski, składając mu przysięgę wierności, szybko jednak porzucił i tę koncepcję, stając się jednym z największych zwolenników unii z Litwą. 15 lutego 1386 ochrzcił Jagiełłę, 18 lutego dał mu ślub z Jadwigą, a 4 marca koronował go na króla Polski.
Zmarł w Chełmnie (k. Uniejowa) 26 lutego 1388, a pochowany został w katedrze gnieźnieńskiej w ufundowanej przez siebie kaplicy.